# دختر شیطان (ترانه بیانسه)
«دختر شیطان» یا «دختر شرارتی» (به انگلیسی: Naughty Girl) تک‌آهنگی از هنرمند اهل ایالات متحده آمریکا بیانسه است که در سال ۲۰۰۴ میلادی منتشر شد. این تک‌آهنگ در آلبوم به طرز خطرناکی عاشق قرار داشت.
این تک‌آهنگ در چارت‌های در رتبه اول و در چارت‌های استرالیا، نیوزلند، جزو ده ترانه اول قرار گرفت.